# Compositie XIII (wit-zwart-grijs)
Compositie XIII is een schilderij van de De Stijl-voorman Theo van Doesburg in het Stedelijk Museum in Amsterdam.

## Datering
Het werk draagt rechtsonder Van Doesburgs monogram met aan weerszijden daarvan het jaartal 1918. Het is vrij nauwkeurig te dateren dankzij een brief van Van Doesburg aan zijn vriend Antony Kok, d.d. 22 juni 1918, waarin hij schreef: 'Dat kleine stilleven waarvan ik je laatst schetsen liet zien is nu ook af'.

## Betekenis
Van Doesburg gebruikte deze compositie in 1919 ter illustratie van zijn werkwijze van natuur tot (nieuw) beeldend kunstwerk in het boekje Drie voordrachten over de nieuwe beeldende kunst. De verschillende stadia om tot deze compositie te komen noemt hij hierin 'beeldingsmomenten'. 'Beeldingsmoment 1' is de figuratieve aanleiding, een stilleven, 'beeldingsmoment 5' een 'verstrakt' tussenstadium en 'beeldingsmoment 9' is de 'eindbeelding', de uiteindelijke compositie. Beeldingsmomenten 1 en 5 bevinden zich ook in de collectie van het Stedelijk Museum. Momenten 2, 3, 4, 6, 7 en 8 zijn onbekend. Mogelijk zijn dit de 'schetsen', waar Van Doesburg het in zijn brief aan Kok over had.

## Herkomst
In 1918 verwierf architect en De Stijl-lid J.J.P. Oud het schilderij direct van Van Doesburg. Op 9 januari 1919 schreef Van Doesburg hem: 'Ik dacht wel dat mijn grijs-wit-zwart-stilleven je steeds meer zou gaan zeggen. Dat is het mooie van de nieuwe beelding, er zit een geheimzinnige kracht achter waardoor het steeds weer anders is en steeds verrassender'. Het werk komt op 'lijst 1' voor als Compositie XV ... 1918 (wit-zwart-grijs) J.J.P. Oud. In 1970 verkocht Ouds weduwe, Annie Oud-Dinaux, het aan het Stedelijk Museum.